# 銀雙齒海鯽
銀雙齒海鯽，為輻鰭魚綱鱸形目隆頭魚亞目海鯽科的其中一種，分布於東太平洋區，從美國加州Bodega灣至墨西哥加利福尼亞灣海域，體長可達43公分，主要生活在沿岸激浪區，成小群活動，屬肉食性，以鼠蝉蟹(Emerita analoga)、蛤蠣等為食，胎生，可做為食用魚及遊釣魚。

## 擴展閱讀
維基物種上的相關：銀雙齒海鯽